# Аніка Онуора
Аніка Онуора (англ. Anyika Onuora, нар. 28 жовтня 1984) — британська спринтерка, бронзова призерка Олімпійських ігор 2016 року, дворазова чемпіонка Європи.

## Виступи на Олімпіадах
| Олімпіада           | Дисципліна            | Місце |
| ------------------- | --------------------- | ----- |
| Лондон 2012         | 100 метрів            | 31    |
| Лондон 2012         | 200 метрів            | 24    |
| Ріо-де-Жанейро 2016 | естафета 4×400 метрів | 3     |

## Особисте життя
Має брата Іфема, який був професійним футболістом та футбольним тренером.